# Băile Tușnad
Băile Tușnad (węg. Tusnádfürdő) – najmniejsze miasto Rumunii, położone w okręgu Harghita, uzdrowisko. W 2002 roku liczyło 1728 mieszkańców, z czego 94% to ludność seklerska. W okolicach miasta znajduje się jezioro kraterowe Sfânta Ana. Merem jest Zoltan Zolya z Unii Demokratycznej Węgrów w Rumunii.

## Miasta partnerskie
- Bicske